# Sarcanthopsis nagarensis
Sarcanthopsis nagarensis är en orkidéart som först beskrevs av Heinrich Gustav Reichenbach, och fick sitt nu gällande namn av Leslie Andrew Garay. Sarcanthopsis nagarensis ingår i släktet Sarcanthopsis och familjen orkidéer. Inga underarter finns listade i Catalogue of Life.